# Holiki
Holiki – wieś w Polsce położona w województwie podlaskim, w powiecie sokólskim, w gminie Sidra.
| SIMC    | Nazwa  | Rodzaj  |
| ------- | ------ | ------- |
| 0039083 | Klatka | kolonia |

W latach 1975–1998 miejscowość administracyjnie należała do województwa białostockiego.
Wierni kościoła rzymskokatolickiego należą do parafii Matki Bożej Częstochowskiej i św. Kazimierza w Majewie.